# Zoilos (Stempelschneider)
Zoilos (altgriechisch Ζωίλος) war ein griechischer Münzstempelschneider, der unter Philipp V. und Perseus im 2. Jahrhundert v. Chr. in Makedonien tätig war. Er war unter anderem der Graveur des 179/78 v. Chr. angefertigten Idealporträts Philipps V. als Perseus auf den in Amphipolis geprägten Tetradrachmen.